# Brněnský hrad
Brněnský hrad (uváděn jako Brnen) je zaniklý raně středověký hrad, který stával na území dnešního Brna. Vztahuje se k němu první písemná zmínka o Brnu z roku 1091. Jeho lokalizace není zcela vyjasněná. Zatímco dříve byl umisťován na kopec Petrov, od 90. let 20. století převažují názory historiků, že ležel na Starém Brně, v prostoru ulic Křížové, Ypsilantiho a Křídlovické, kde byly při dílčím záchranném archeologickém výzkumu nalezeny pozůstatky části opevnění. Samotný ostrovní hrad tak zřejmě ležel přímo na levém břehu Svratky, zatímco pravý břeh řeky byl zastavěn archeologicky doloženou předhradní osadou s rotundou neznámého zasvěcení. Severně od hradu, na levém břehu možného svrateckého ramena, později Svrateckého náhonu, se nacházel sakrální okrsek s další rotundou, později nahrazená kostelem Panny Marie.